# Сергеевка (Бузулукский район)
Сергеевка — упразднённая деревня в Бузулукском районе Оренбургской области России.

## География
Урочище находится в западной части Оренбургской области, на правом берегу реки Кутулук, на расстоянии примерно 47 километров (по прямой) к северу от города Бузулука, административного центра района. Абсолютная высота — 148 метров над уровнем моря.

## История
Основана в 1830-х годах. Топоним происходит от имени православного святого Сергия Радонежского. В советское время деревне имелись «Белая конюшня», где содержали и разводили лошадей для бегов, птицеферма, водяная мельница и пруд. Действовал колхоз имени Чапаева. По данным на 1989 год в населённом пункте проживало около 20 человек. В административном отношении входила в состав Державинского сельсовета.
Упразднена в мае 1999 года.